# 藤原隆佐
藤原 隆佐（ふじわら の たかすけ）は、平安時代中期から後期にかけての公卿。藤原北家勧修寺流、右衛門権佐・藤原宣孝の五男。官位は従三位・大蔵卿。

## 経歴
一条朝の寛弘元年（1004年）に文章生に補され、寛弘4年（1007年）少内記、寛弘6年（1009年）大内記と内記を歴任。春宮・居貞親王の蔵人を経て、寛弘8年（1011年）居貞親王が即位（三条天皇）すると長和2年（1013年）六位蔵人に補任される。のち、式部丞を経て、長和5年（1016年）には従五位下に叙爵された。
同年の後一条天皇の即位後も引き続き昇殿を聴されるとともに、三条院の判代官を務める。また、同年3月には三条院が摂政・藤原道長に対して、隆佐に東宮昇殿を聴すべきであると述べるなど、三条院の信頼が厚かった様子が窺われる。長和6年（1017年）伯耆守に任ぜられて任地に下向。寛仁5年（1021年）に帰京し、翌治安2年（1022年）正月に治国を賞されて従五位上に、さらに同年4月には造宮廊の功で正五位下に叙せられる。万寿3年（1026年）越後守に任ぜられ、長元2年（1029年）まで国司を務めた。
その後は、長元4年（1031年）に春宮・敦良親王の春宮大進となり、長元5年（1032年）には左衛門権佐・検非違使佐を兼ねるなど京官を務めた。のち、長元8年（1035年）従四位下次いで従四位上、長元9年（1036年）敦良親王の即位（後朱雀天皇）に伴って春宮大進の功労により正四位下に叙せられている。長暦元年（1037年）春宮亮として今度は新春宮・親仁親王に仕える一方で、長暦2年（1038年）近江守を兼ねた。
寛徳2年（1045年）親仁親王が即位（後冷泉天皇）するも、隆佐は既に正四位下に至っていたことから、すぐに前春宮亮としての叙位はなされず、永承4年（1049年）に播磨守に任ぜられる。のち、皇后・藤原寛子の皇后宮亮や近江守を務め、康平2年（1059年）になって、前春宮亮としての功労により正四位下昇進後から約23年を経て従三位に叙せられ、76歳にしてついに公卿に列した。公卿昇進後はしばらく散位にあったが治暦2年（1066年）大蔵卿に任ぜられている。
承保元年（1074年）薨去。享年90。最終官位は大蔵卿従三位。

## 官歴
『公卿補任』による。
- 寛弘元年（1004年） 10月29日：文章生（字藤総）
- 時期不詳：蔵人所雑色
- 寛弘4年（1007年） 正月28日：少内記
- 寛弘6年（1009年） 正月28日：大内記
- 時期不詳：春宮蔵人
- 長和2年（1013年） 正月15日：内蔵人
- 長和3年（1014年） 正月24日：式部少丞。2月8日：式部大丞
- 長和5年（1016年） 正月25日：従五位下（蔵人）。2月8日：昇殿。2月29日：三条院判官代（譲位日）
- 長和6年（1017年） 正月24日：伯耆守（三条院御給）
- 寛仁5年（1021年） 日付不詳：得替
- 治安2年（1022年） 正月30日：従五位上（治国）。4月3日：正五位下（造宮廊功）
- 万寿3年（1026年） 正月29日：越後守
- 長元2年（1029年） 正月24日：去任
- 長元4年（1031年） 2月：春宮大進（春宮・敦良親王）
- 長元5年（1032年） 2月8日：兼左衛門権佐。2月15日：検非違使佐
- 長元8年（1035年） 正月5日：従四位下（佐労）。10月16日：従四位上（造興福寺御塔行事）
- 長元9年（1036年） 4月：止大進、昇殿（踐祚日）。7月10日：正四位下（御即位、坊官）
- 長暦元年（1037年） 8月7日：兼春宮亮（春宮・親仁親王）
- 長暦2年（1038年） 正月29日：兼近江守（前坊大進）
- 寛徳2年（1045年） 日付不詳：止春宮亮、昇殿（践祚）
- 寛徳3年（1046年） 日付不詳：得替
- 永承4年（1049年） 2月5日：播磨守（坊亮）
- 永承6年（1051年） 2月13日：兼皇后宮亮（皇后・藤原寛子）
- 天喜2年（1054年） 2月23日：兼讃岐守。12月29日：兼近江守
- 康平2年（1059年） 正月7日：従三位（前坊亮労）、伊予守。2月3日：得替解任
- 治暦2年（1066年） 6月27日：大蔵卿
- 承保元年（1074年） 日付不詳：薨去[2]

## 系譜
- 父：藤原宣孝
- 母：藤原朝成の娘
- 妻：藤原宣雅の娘
  - 男子：藤原忠基
- 妻：藤原泰通の娘
  - 男子：藤原宣実
  - 男子：藤原保房（?-?）
- 生母不明の子女
  - 男子：隆尊